# Rio Saracura
Rio Saracura är ett vattendrag i Brasilien.   Det ligger i delstaten Bahia, i den östra delen av landet, 900 km öster om huvudstaden Brasília.
Omgivningarna runt Rio Saracura är huvudsakligen savann. Runt Rio Saracura är det ganska glesbefolkat, med 24 invånare per kvadratkilometer.